# Liste der Biografien/Lot
Liste der Biografien |
Portal Biografien |
Personensuche
# |
A |
B |
C |
D |
E |
F |
G |
H |
I |
J |
K |
L |
M |
N |
O |
P |
Q |
R |
S |
T |
U |
V |
W |
X |
Y |
Z |
?
 
La |
Lb |
Lc |
Le |
Lg |
Lh |
Li |
Lj |
Ll |
Lm |
Lo |
Lp |
Lt |
Lu |
Lv |
Lw |
Lx |
Ly |
Lz
 
Loa |
Lob |
Loc |
Lod |
Loe |
Lof |
Log |
Loh |
Loi |
Loj |
Lok |
Lol |
Lom |
Lon |
Loo |
Lop |
Loq |
Lor |
Los |
Lot |
Lou |
Lov |
Low |
Loy |
Loz
Die Liste der Biografien führt alle Personen auf, die in der deutschsprachigen Wikipedia einen Artikel haben. Dieses ist eine Teilliste mit 366 Einträgen von Personen, deren Namen mit den Buchstaben „Lot“ beginnt.

## Lot
- Lot (* 1983), deutscher Popsänger
- Lot, Ferdinand (1866–1952), französischer Historiker
- Lot, Henry (1822–1878), niederländischer Figuren-, Tier- und Landschaftsmaler
- Lot, Louis (1807–1896), französischer Flötenbauer
- Lot, Philippe (* 1967), französischer Ruderer
- Lot-Falck, Éveline (1918–1974), französische Anthropologin, Ethnologin und Religionswissenschaftlerin

### Lota
- Lota, Dennis (1973–2014), sambischer Fußballspieler
- Lotagor, Peter Kamais (* 1976), kenianischer Langstreckenläufer
- Lotaller, Henriette (* 1954), ungarische Tischtennisspielerin
- Lotan, Carmel (* 1994), israelische Schauspielerin
- Lotan, Jonah (* 1973), israelischer Schauspieler
- Lotar, Eli (1905–1969), französischer Fotograf und Kameramann
- Lotar, Peter (1910–1986), Schriftsteller, Schauspieler, Regisseur und Drehbuchautor
- Lotarjow, Wladimir Alexejewitsch (1914–1994), sowjetischer Konstrukteur von Strahltriebwerken
- Lotass, Lotta (* 1964), schwedische Autorin und Literaturwissenschaftlerin

### Lote
- Lote, Georges (1880–1949), französischer Romanist
- Lote, René (1883–1944), französischer Germanist und Résistant
- Loteanu, Emil (1936–2003), moldauisch-russischer Filmregisseur und Theaterschauspieler
- Lotem, Amnon, israelischer Informatiker

### Lotf
- Lotf Ali Khan, letzter Zand-Prinz und Schah von Persien
- Lötfering, Dirk (* 1964), deutscher Komponist, Arrangeur, Notensetzer, Moderator und Rezitator
- Lotfi, Ali (* 1989), ägyptischer Fußballspieler (Torwart)
- Lotfi, Dariush (* 2001), britisch-österreichischer WasserspringerDariush Lotfi (* 2001)

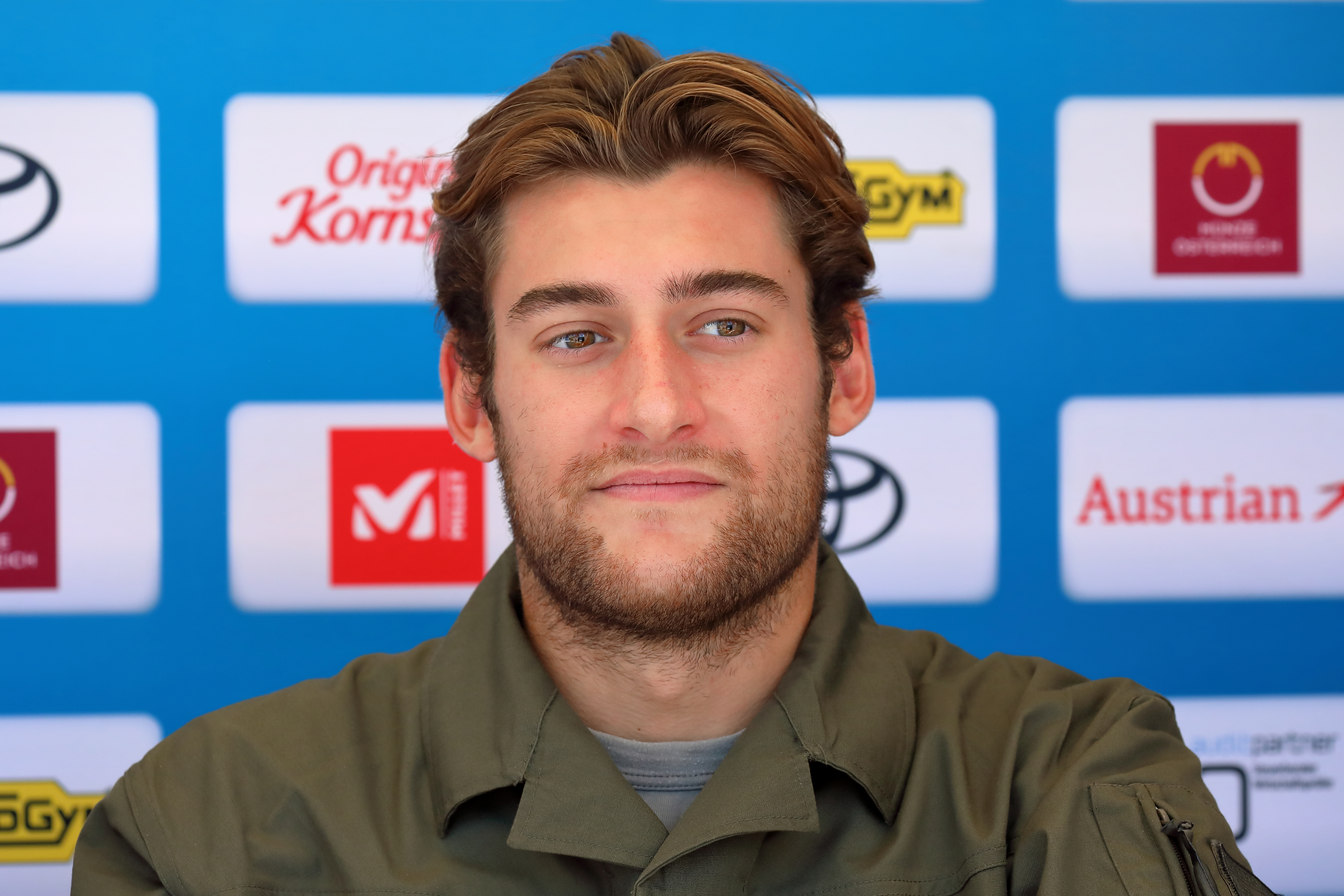
Dariush Lotfi (* 2001)

- Lotfi, Mohammad Reza (1947–2014), iranischer Musiker
- Lotfy, Karim (* 1989), ägyptischer Hochspringer

### Loth
- Loth, Andreas (* 1972), deutscher Eishockeyspieler
- Loth, August (1869–1944), polnischer lutherischer Theologe und Superintendent der Diözese Warschau der Evangelisch-Augsburgischen Kirche in Polen
- Loth, Barbara (* 1957), deutsche Politikerin (SPD), Staatssekretärin in Berlin
- Loth, CW (* 1954), deutscher Bildhauer
- Loth, Friedrich (1806–1884), deutscher Politiker, Mitglied der kurhessischen Ständeversammlung
- Loth, Georg der Ältere (1579–1635), deutscher Mediziner
- Loth, Georg der Jüngere (1623–1684), deutscher Mediziner
- Loth, Hannes (* 1981), deutscher Politiker (AfD), MdL
- Loth, Heinrich (* 1930), deutscher Historiker
- Loth, Henrik (* 1974), deutscher Ruderer
- Loth, Jan (1900–1933), polnischer Fußballspieler
- Loth, Joachim (* 1947), deutscher Fußballspieler (DDR)
- Loth, Johann Carl († 1698), Maler des Barock
- Loth, Johann Ulrich († 1662), deutscher Maler des Frühbarock
- Loth, Joseph (1896–1970), deutscher Politiker, MdL Volksstaat Hessen
- Loth, Kader (* 1973), deutsche Moderatorin, Sängerin und Model
- Loth, Katharina († 1762), deutsche Unternehmerin
- Loth, Lucas (* 2001), deutscher Basketballspieler
- Loth, Manfred (* 1943), deutscher Motorbootrennfahrer
- Loth, Markus (* 1968), deutscher Politiker (Bürger für Weilheim), Bürgermeister
- Loth, Michael (* 1987), deutscher Spieleautor, Illustrator und Musiker
- Loth, Otto (1844–1881), deutscher Arabist, Orientalist und Hochschullehrer
- Loth, Sebastian (* 1975), deutscher Autor und Illustrator
- Loth, Stefan (1896–1936), polnischer Fußballspieler und -trainer
- Loth, Wilfried (* 1948), deutscher Historiker und Politikwissenschaftler
- Loth, Wilhelm (1920–1993), deutscher Bildhauer
- Lothaire, Hubert (1865–1929), belgischer Soldat und Kolonialadministrator
- Lothaller, Clemens (* 1963), österreichischer Arzt und Raumfahreranwärter
- Lothane, Zvi (* 1934), US-amerikanischer Psychiater und Psychoanalytiker
- Lothar († 1244), Graf von Wied, Vogt von Andernach
- Lothar († 1003), Graf von Walbeck und Markgraf der Nordmark
- Lothar (941–986), König des Westfrankenreichs (954–986)
- Lothar I. (795–855), fränkischer Kaiser
- Lothar II. († 869), fränkischer König (855–869)
- Lothar II. († 950), italienischer König (946–950)
- Lothar III. († 1137), Kaiser des Heiligen Römischen Reiches (1133–1137)Lothar III. († 1137)

Lothar III. († 1137)

- Lothar Udo I. († 1057), Graf von Stade und Markgraf der Nordmark
- Lothar Udo II. († 1082), Graf von Stade und Markgraf der Nordmark
- Lothar von Hochstaden († 1194), Bischof von Lüttich und Reichserzkanzler
- Lothar von Minden, Bischof von Minden
- Lothar von Séez († 756), katholischer Bischof und Heiliger
- Lothar, Ernst (1890–1974), österreichischer Schriftsteller, Regisseur und Theaterintendant
- Lothar, Ernst (1923–1982), deutscher Schauspieler und Theaterregisseur
- Lothar, Hanns (1929–1967), deutscher Schauspieler
- Lothar, Marianne (1906–1996), schweizerisch-US-amerikanische Aktivistin
- Lothar, Mark (1902–1985), deutscher Komponist
- Lothar, Ralph (1910–1981), deutscher Schauspieler, Hörspielsprecher, Synchronsprecher, Regisseur und Drehbuchautor
- Lothar, Rudolf (1865–1943), österreichischer Schriftsteller, Kritiker und Essayist
- Lothar, Susanne (1960–2012), deutsche SchauspielerinSusanne Lothar (1960–2012)

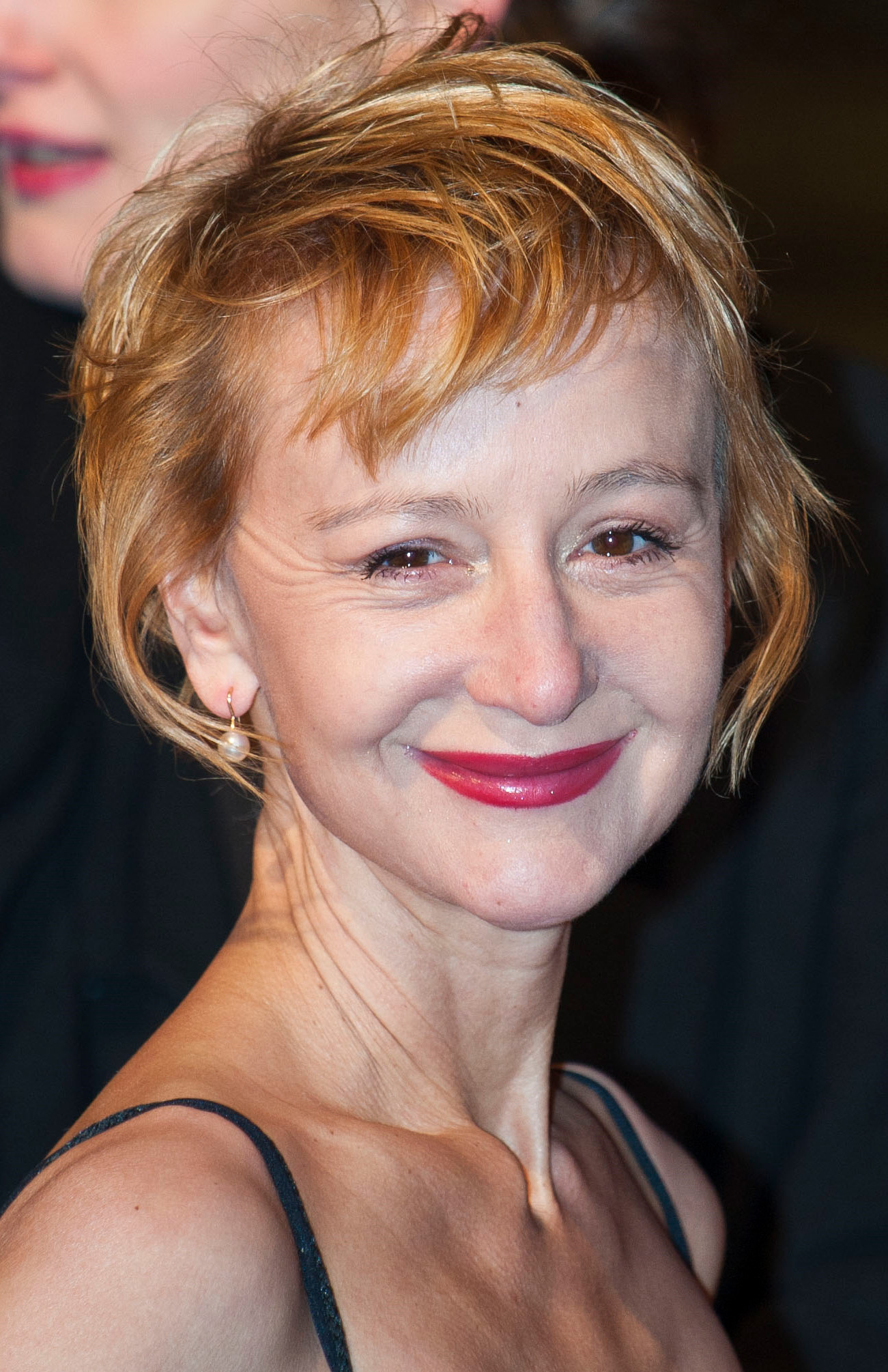
Susanne Lothar (1960–2012)

- Lothary, Christian (1814–1868), deutscher Unternehmer und Politiker
- Lothe, Ilse (* 1914), deutsche Kapo im KZ Auschwitz und KZ Bergen-Belsen
- Lothe, Jolanta (1942–2022), polnische Schauspielerin
- Lotheissen, Ferdinand (1833–1887), deutsch-österreichischer Romanist und Kulturhistoriker
- Lotheissen, Friedrich (1796–1859), Richter und Landtagsabgeordneter Großherzogtum Hessen
- Lotheissen, Georg (1868–1941), österreichischer Chirurg
- Lotheißen, Hermann (1831–1888), deutscher Beamter und Landrat
- Löther, Rolf (1933–2020), deutscher Wissenschaftsphilosoph und Wissenschaftshistoriker
- Lothes, Friedrich (1822–1884), deutscher Ziegelproduzent und Politiker, MdL
- Lothholz, Gustav (1822–1903), deutscher Gymnasiallehrer und Klassischer Philologe
- Lothmanns, Ulli (1953–2006), deutscher Theater- und Fernsehschauspieler und Hörspielsprecher
- Lotholz, Reinhard (* 1941), deutscher Diplomlandwirt und Politiker (CDU)
- Lothringen-Vaudémont, Joseph Maria von (1759–1812), österreichischer Feldzeugmeister
- Lothrop, Hannah (1945–2000), deutsche Psychologin, Begründerin der Stillgruppenbewegung in Deutschland
- Lothrop, Samuel Kirkland (1892–1965), US-amerikanischer Archäologe und Anthropologe

### Loti
- Loti, Pierre (1850–1923), französischer Marineoffizier und SchriftstellerPierre Loti (1850–1923)

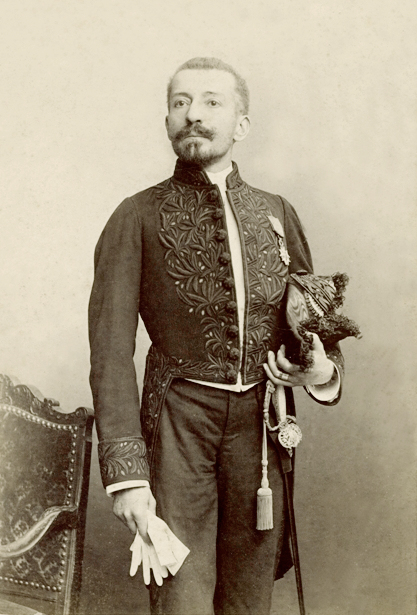
Pierre Loti (1850–1923)

- Lotichius Secundus, Petrus (1528–1560), deutscher Humanist und neulateinischer Dichter
- Lotichius, Christian († 1568), Stellvertretender Abt des Klosters Schlüchtern
- Lotichius, Eduard (1847–1908), deutscher Unternehmer und Politiker (Nationalliberal)
- Lotichius, Ernst (1787–1876), deutscher Künstler
- Lotichius, Johann Peter (1598–1669), deutscher Späthumanist und Mediziner
- Lotichius, Johannes (1576–1650), deutscher Rechtswissenschaftler
- Lotichius, Karl (1819–1892), deutscher Kaufmann, Bankier und Politiker
- Lotichius, Petrus (1501–1567), Abt des Klosters Schlüchtern und Reformator
- Lotigiers, Bart (1914–1995), belgischer Operndirektor
- Lotin, Eboa (1942–1997), kamerunischer Musiker
- Lotina, Miguel Ángel (* 1957), spanischer Fußballtrainer
- Lotito, Michel (1950–2006), französischer Schausteller

### Lotj
- Lötjönen, Antti (* 1980), finnischer Jazzmusiker (Bass)

### Lotk
- Lotka, Alfred J. (1880–1949), österreichisch-US-amerikanischer Mathematiker, Chemiker, Ökologe und Demograf
- Lotka, Marcel (* 2001), polnisch-deutscher FußballtorhüterMarcel Lotka (* 2001)

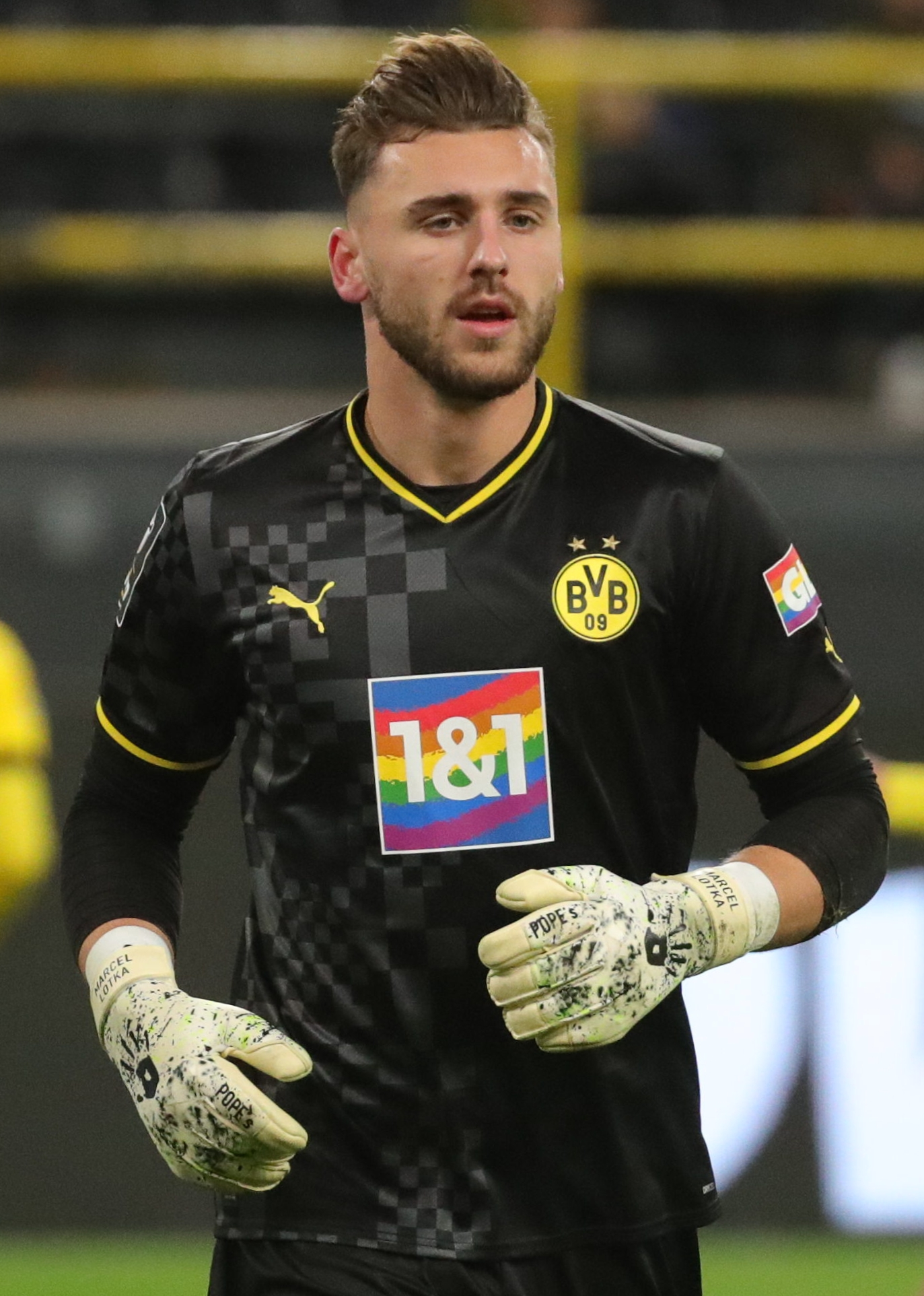
Marcel Lotka (* 2001)

### Lotm
- Lotman, Juri Michailowitsch (1922–1993), russischer Literaturwissenschaftler
- Lotman, Maria-Kristiina (* 1974), estnische Klassische Philologin und Übersetzerin
- Lotman, Mihhail (* 1952), estnischer Literaturwissenschaftler, Semiotiker und Politiker
- Lotman, Paul (* 1985), US-amerikanischer Volleyball- und Beachvolleyballspieler
- Lotman, Piret (* 1950), estnische Historikerin und Buchwissenschaftlerin
- Lotman, Rebekka (* 1978), estnische Literaturwissenschaftlerin und Übersetzerin
- Lotmar, Lorenz (1945–1980), Schweizer Schriftsteller
- Lotmar, Philipp (1850–1922), deutscher Rechtswissenschaftler und Pandektist
- Lotmar, Ruth (1910–1989), deutsch-schweizerische Biologin

### Loto
- Lotocky, Innocent Hilarion (1915–2013), US-amerikanischer Geistlicher, Bischof von Saint Nicolas of Chicago
- Lotomba, Jordan (* 1998), Schweizer Fussballspieler
- Lotozkyj, Oleksandr (1870–1939), ukrainischer Kirchenhistoriker, Ökonom, Schriftsteller, Publizist, Diplomat und Politiker

### Lotr
- Lotrič, Mitja (* 1994), slowenischer Fußballspieler
- Lotrič, Rajko (* 1962), jugoslawischer Skispringer
- Lotringer, Sylvère (1938–2021), französischer Kunsttheoretiker, Literaturwissenschaftler, Herausgeber und Autor

### Lots
- Lötsch, Bernd (* 1941), österreichischer Biologe
- Lotsch, Bettina (* 1977), deutsche Chemikerin und Direktorin am Max-Planck-Institut für Festkörperforschung in Stuttgart
- Lotsch, Christian (1790–1873), deutscher Bildhauer und Zeichner
- Lötsch, Conrad (1878–1962), österreichischer Politiker (SPÖ), Landtagsabgeordneter
- Lötsch, Gerhard (1930–2009), deutscher Historiker, Schriftsteller und Theologe
- Lotsch, Helmut (* 1933), deutscher Elektroingenieur und Verlagsmanager
- Lötsch, Hermann (1880–1943), deutscher Lehrer und Mundartdichter
- Lötscher, Andreas (* 1943), Schweizer Sprachwissenschaftler und Hochschullehrer
- Lötscher, Caroline (* 1974), Schweizer Gestalterin, Szenografin und Künstlerin
- Lötscher, Isabelle (* 2004), Schweizer Freestyle-Snowboarderin
- Lötscher, Kevin (* 1988), Schweizer EishockeyspielerKevin Lötscher (* 1988)

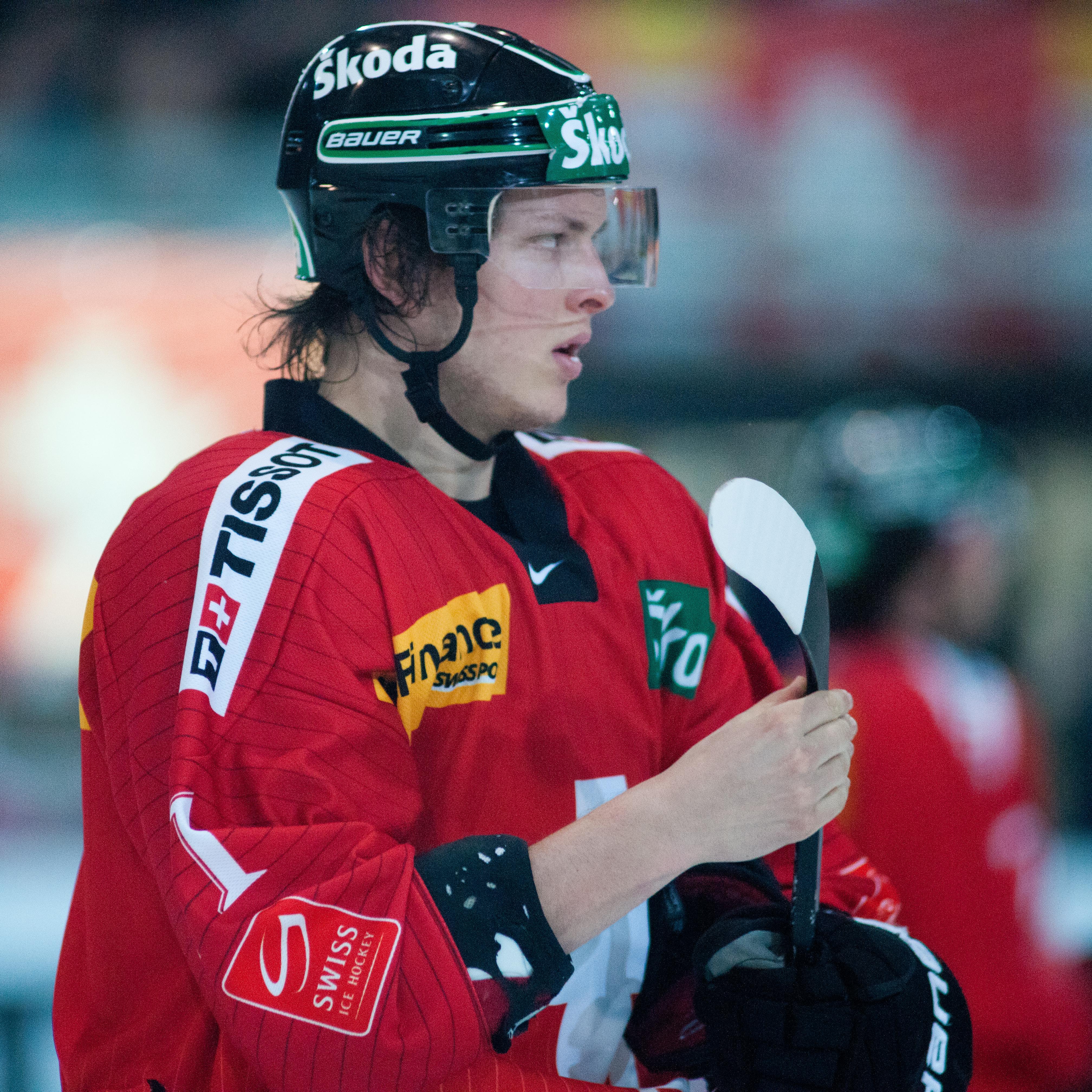
Kevin Lötscher (* 1988)

- Lötscher, Lisa (* 2000), Schweizer Ruderin
- Lötscher, Peter (1941–2017), Schweizer Degenfechter
- Lötscher, Thomas (* 1960), schweizerischer Kabarettist
- Lötscher, Urs (* 1956), Schweizer Gleitschirmpilot, Gleitschirmlehrer und Buchautor
- Lötscher, Walter (1923–2013), Schweizer Skilangläufer
- Lötschert, Marina (* 1983), deutsche Schauspielerin
- Lötschert, Wilhelm (1923–1984), deutscher Biologe
- Lotschman, Wjatscheslaw (* 1977), ukrainischer Handballspieler und -trainer
- Lotschoschwili, Luka (* 1998), georgischer FußballspielerLuka Lotschoschwili (* 1998)

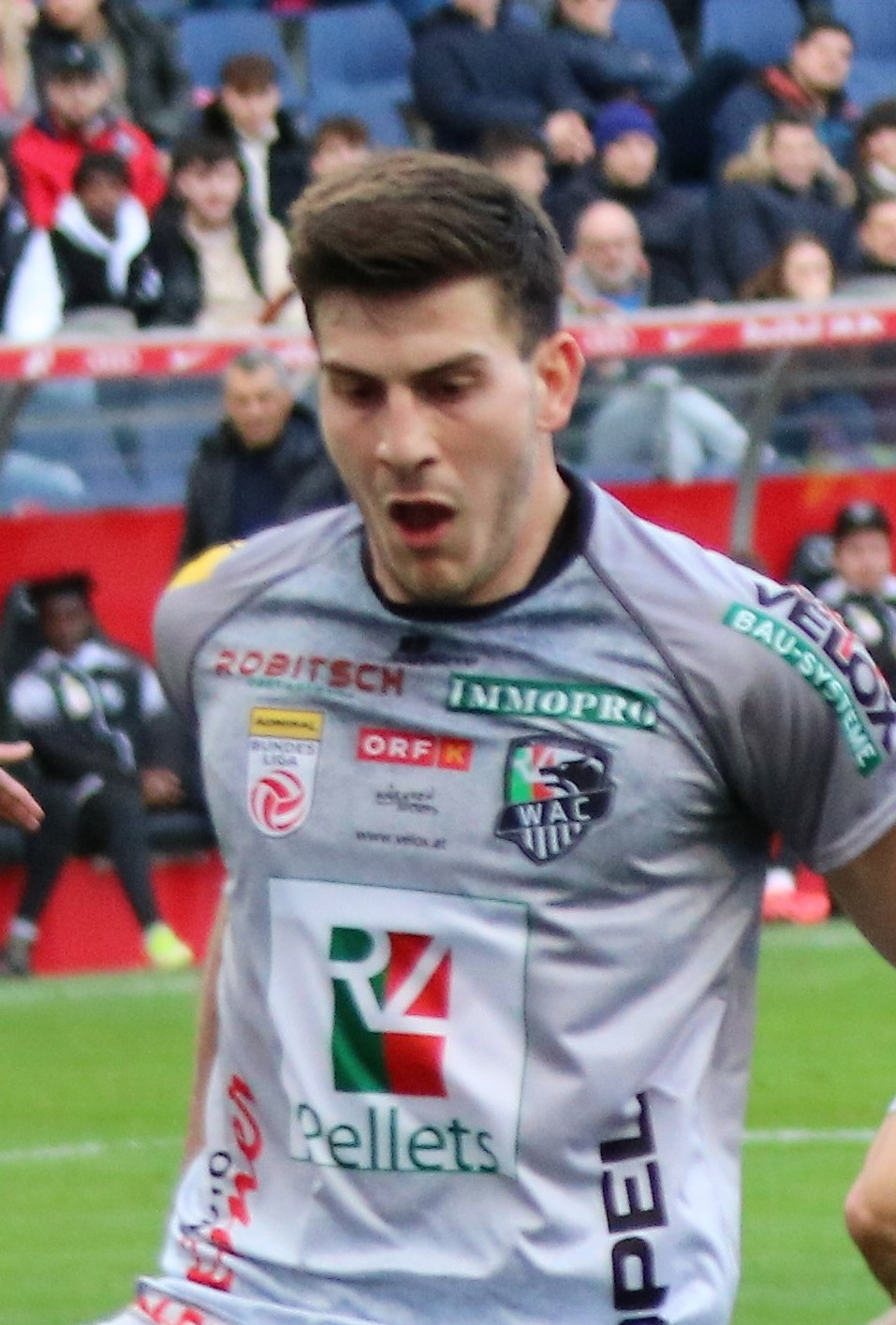
Luka Lotschoschwili (* 1998)

- Lotsi, Jennifer (* 1994), deutsche Schauspielerin
- Lotsij, Geert (1878–1959), niederländischer Ruderer
- Lotsij, Paul (1880–1910), niederländischer Ruderer
- Lotsof, Howard (1943–2010), US-amerikanischer Entdecker der suchtunterbrechenden Eigenschaften des Ibogains
- Lotsy, Dirk (1882–1965), niederländischer Fußballspieler
- Lotsy, Johannes Servaas (1808–1863), niederländischer Rechtsanwalt und Politiker
- Lotsy, Karel (1893–1959), niederländischer Fußballfunktionär

### Lott
- Lott, Annika (* 1999), deutsche Handballspielerin
- Lott, Bernhard (1950–2008), pfälzisch-fränkischer Mundartdichter und Buchautor
- Lott, Cara (1961–2018), US-amerikanische Pornodarstellerin
- Lott, Doris (* 1940), deutsche Autorin, Journalistin und Lehrerin
- Lott, Felicity (* 1947), englische Opern- und Konzertsängerin (Mezzosopran)
- Lott, Franz Karl (1807–1874), deutscher Philosoph und Hochschullehrer
- Lott, George (1906–1991), US-amerikanischer Tennisspieler
- Lott, Gunnar (* 1969), deutscher Spielejournalist
- Lott, Harry (1880–1949), US-amerikanischer Ruderer
- Lott, Hiram R. (1825–1895), US-amerikanischer Politiker

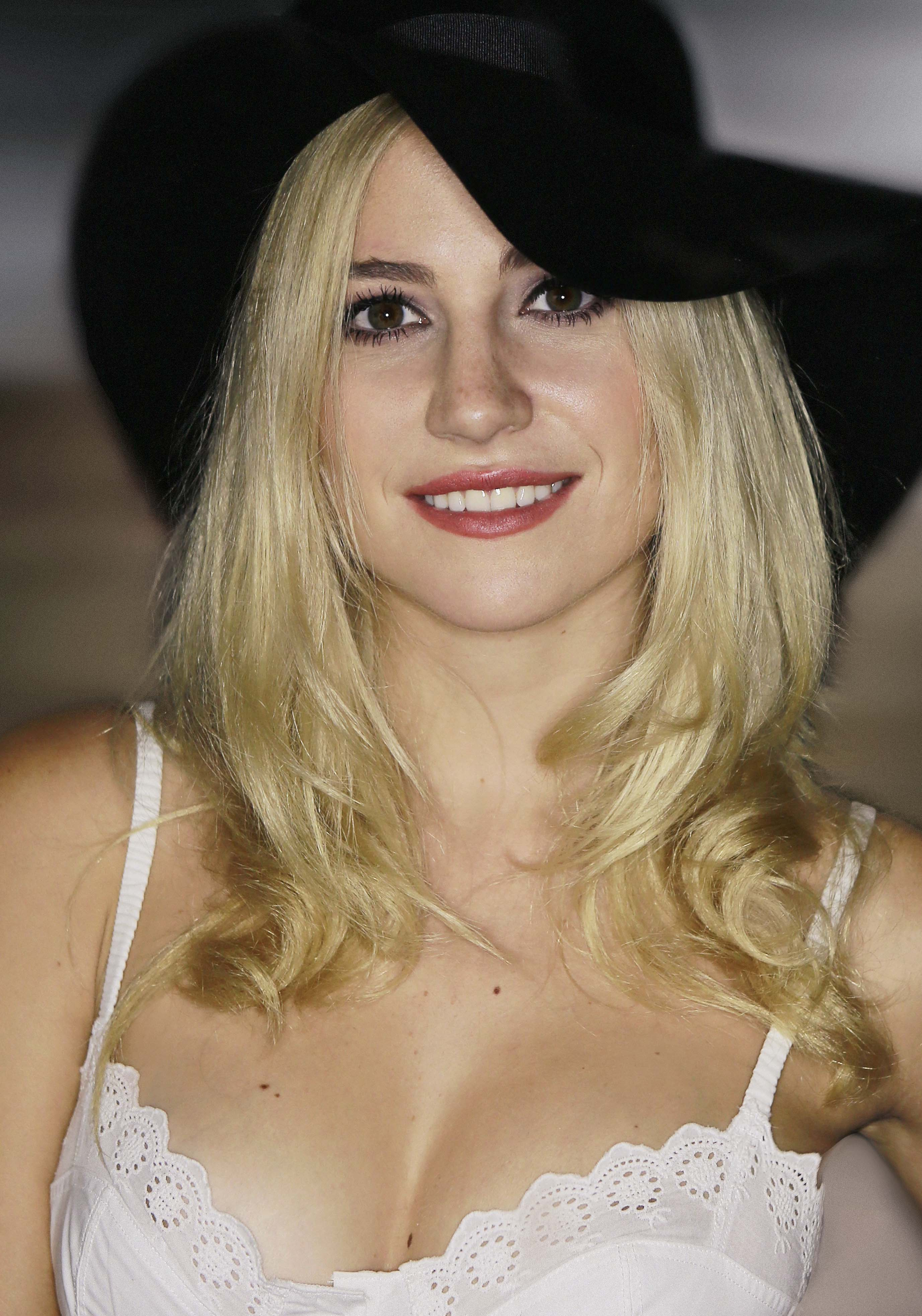
Pixie Lott (* 1991)

- Lott, John (* 1959), US-amerikanischer Mathematiker
- Lott, Julius (1836–1883), österreichischer Eisenbahnpionier, Erbauer der Arlbergbahn von Landeck bis Bludenz
- Lott, Julius (1845–1905), österreichischer Offizier, Eisenbahner und Interlinguist
- Lott, Jürgen (1943–2023), deutscher Theologe
- Lott, Maria-Elisabeth (* 1987), deutsche Violinistin
- Lott, Michael (* 1964), deutscher Schauspieler, Off-Sprecher und Synchronsprecher
- Lott, Pixie (* 1991), britische Pop-/Soulsängerin, Songwriterin und SchauspielerinPixie Lott (* 1991)
- Lott, Ronnie (* 1959), US-amerikanischer American-Football-Spieler
- Lott, Ryan (* 1979), US-amerikanischer Sänger und Multi-Instrumentalist
- Lott, Steve (1950–2021), US-amerikanischer Boxexperte
- Lott, Sylvia (* 1955), deutsche Journalistin und Autorin
- Lott, Trent (* 1941), US-amerikanischer Politiker und Senator
- Lott, Urs (1948–2012), Schweizer Eishockeyspieler
- Lott-Hogan, Tiffany (* 1975), US-amerikanische Siebenkämpferin
- Lott-Sydow, Ingeborg (1915–2009), aus Schlesien stammende Ethnologin
- Lotte (* 1995), deutsche Singer-SongwriterinLotte (* 1995)

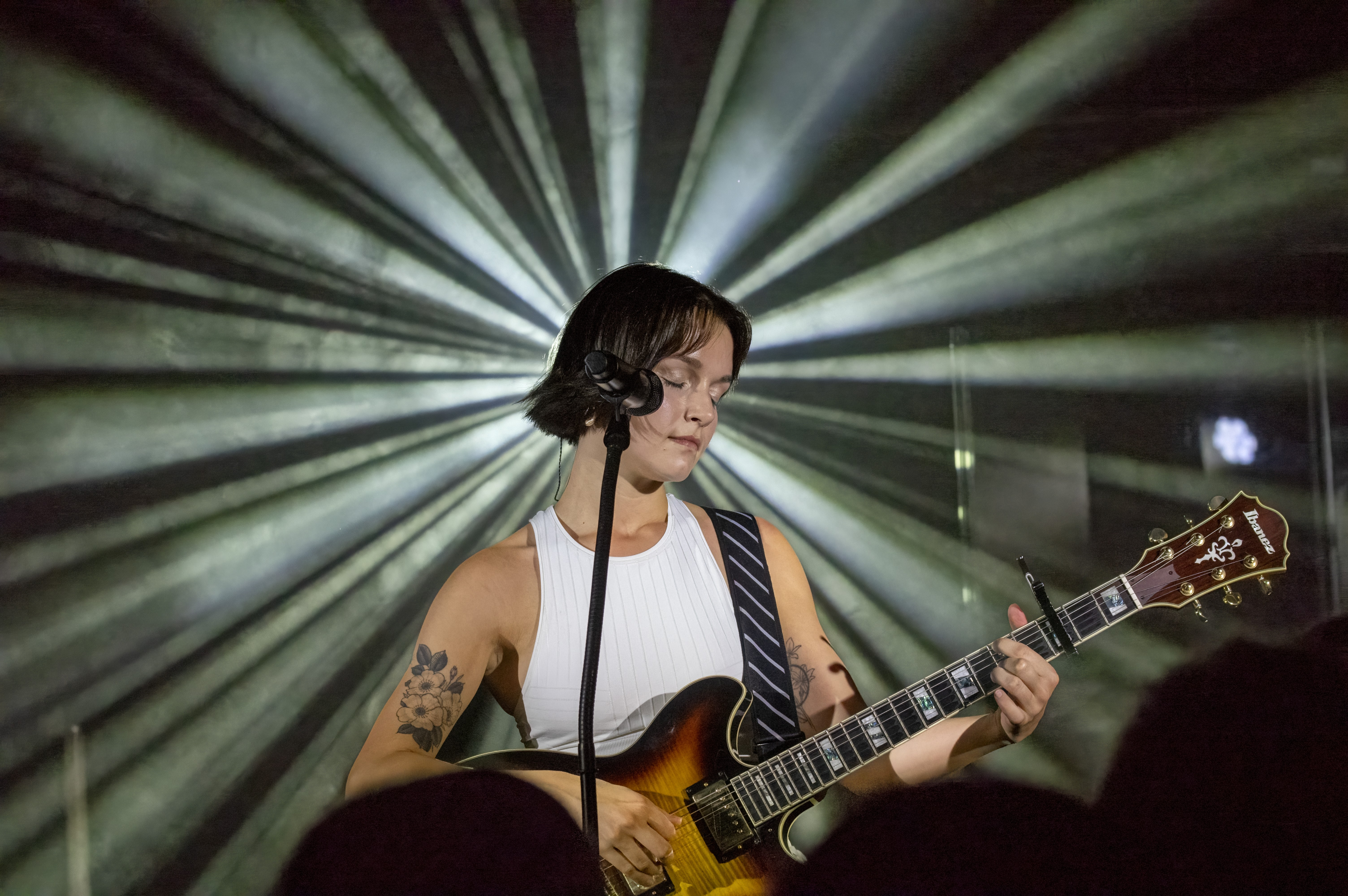
Lotte (* 1995)

- Lotte, Andreas (* 1973), deutscher Ökonom und Politiker (SPD), MdL Bayern
- Lotte, Florian (* 1985), deutscher Eishockeyspieler
- Lottenburger, Ingrid (1933–2021), deutsche Politikerin (Alternative Liste, Bündnis 90/Die Grünen), MdA
- Lotter, Dennis (* 1981), deutscher Wirtschaftswissenschaftler
- Lotter, Erwin (1951–2014), deutscher Mediziner und Politiker (FDP), MdB
- Lotter, Friedrich (1924–2014), deutscher Historiker
- Lotter, Georg (1878–1949), deutscher Ingenieur
- Lotter, Heinrich (1875–1941), deutscher Maler
- Lotter, Hermann (1940–2013), deutscher Schwimmer und Sportfunktionär
- Lotter, Hieronymus († 1580), deutscher Baumeister und Bauherr der Renaissance, Bürgermeister von Leipzig, Kaufmann
- Lotter, Johann Georg (1702–1737), deutscher Altertumswissenschaftler und Philologe
- Lotter, Karl (1893–1963), deutscher Reichskriegsanwalt
- Lotter, Maria-Sibylla (* 1961), deutsche Philosophin
- Lotter, Markus (* 1970), deutscher Fußballspieler und Journalist
- Lotter, Melchior der Ältere (1470–1549), deutscher Buchdrucker und Verleger
- Lotter, Melchior der Jüngere, deutscher Buchdrucker der Reformationszeit
- Lotter, Michael, Buchdrucker
- Lotter, Rüdiger (* 1969), deutscher Geiger und Dirigent
- Lotter, Tobias (1568–1631), deutscher lutherischer Geistlicher und Theologe
- Lotter, Tobias Conrad (1717–1777), deutscher Landkartenstecher
- Lotter, Tobias Heinrich (1772–1834), deutscher Kaufmann, Armenpfleger, Schriftsteller
- Lotter, Wayne (1965–2017), südafrikanischer Ökologe und Naturschutzaktivist
- Lotter, Wolf (* 1962), österreichisch-deutscher Journalist und AutorWolf Lotter (* 1962)

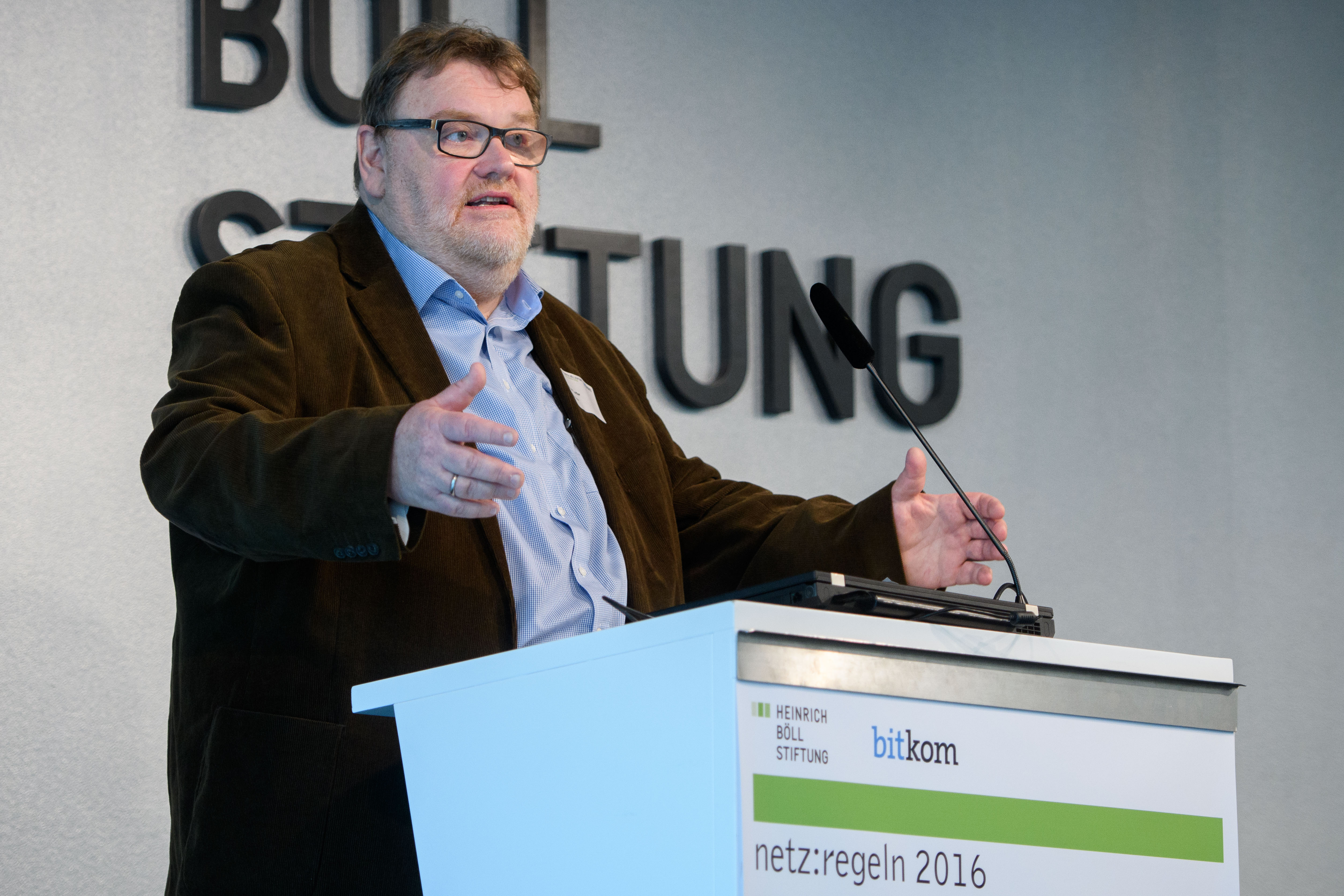
Wolf Lotter (* 1962)

- Lotter-Schmidt, Hedwig-Alice (1876–1955), Schweizer Journalistin und Schriftstellerin
- Lotteraner, Max (1928–2009), österreichischer Politiker (SPÖ), Sportler
- Lotterer, André (* 1981), deutscher AutomobilrennfahrerAndré Lotterer (* 1981)

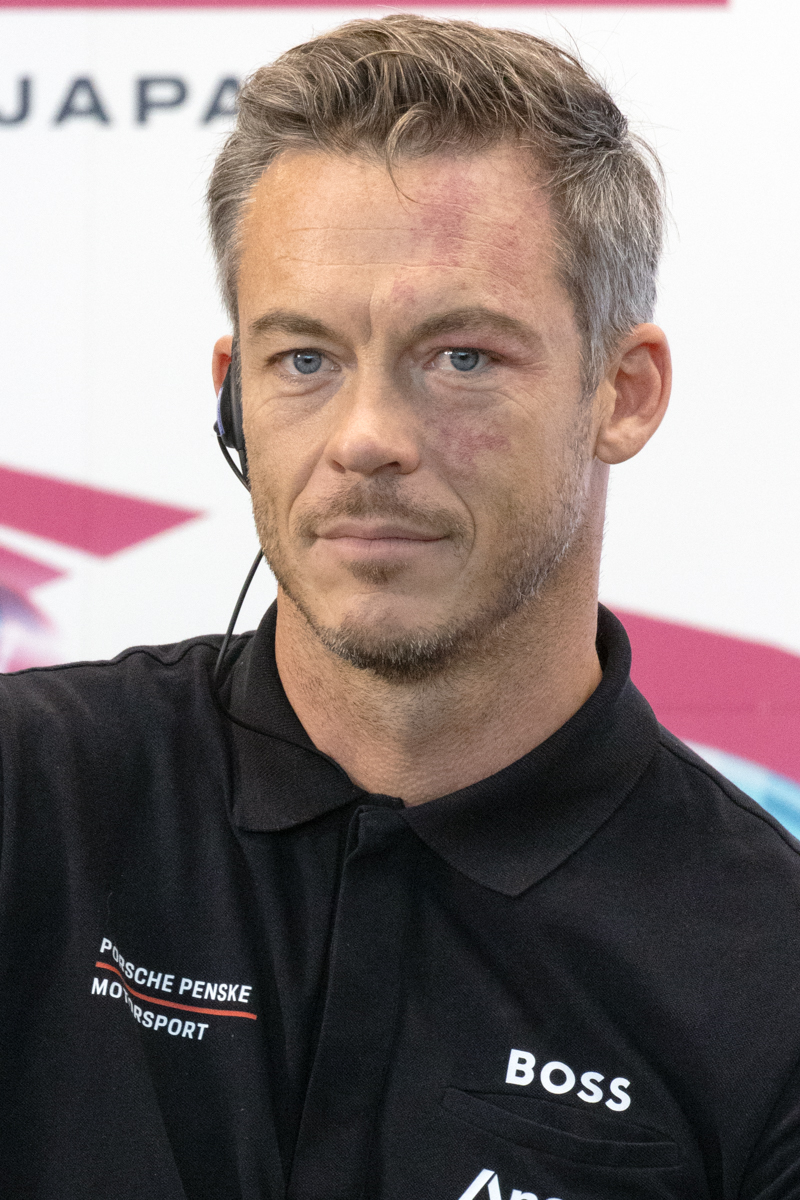
André Lotterer (* 1981)

- Lotterer, Gustav (1906–1987), deutscher Komponist, Arrangeur und Dirigent
- Lotterhos, Hans Walter (1914–1989), deutscher Patentjurist
- Lottermann, Stefan (* 1959), deutscher Fußballspieler
- Lottermann, Stefan (* 1965), deutscher Posaunist des Modern Jazz
- Lottermoser, Alfred (1870–1945), deutscher Chemiker
- Lottermoser, Barbara (1906–1972), deutsche Bildhauerin
- Lottermoser, Bernd (* 1961), australisch-deutscher Geologe und Hochschullehrer
- Lottermoser, Robert (* 1976), deutscher Basketballschiedsrichter
- Lottermoser, Stephanie (* 1983), deutsche Saxophonistin, Sängerin und Komponistin
- Lottermoser, Werner (1909–1997), deutscher Physiker
- Lötters, Stefan (* 1969), deutscher Herpetologe
- Lotterschmid, Kurt (* 1941), deutscher Unternehmer und Automobilrennfahrer
- Lottes, Günther (1951–2015), deutscher Historiker
- Lottes, Karl (1912–1997), deutscher Motorradrennfahrer
- Löttge, Mathias (* 1958), deutscher Politiker (CDU, AfD), MdL
- Löttgen, Bodo (* 1959), deutscher Politiker (CDU), MdL
- Lotti, Antonio (1667–1740), italienischer Komponist
- Lotti, Giacomo Angelo (1784–1850), Schweizer Anwalt, Politiker, Tessiner Grossrat und Staatsrat
- Lotti, Giacomo Francesco (1759–1814), Schweizer Richter und Politiker
- Lotti, Helmut (* 1969), belgischer Sänger
- Lottig, Hans (1931–2011), deutscher Manager
- Lottig, Heinrich (1900–1941), deutscher Neurologe, Luftfahrtmediziner und Professor
- Lottig, William (1867–1953), deutscher Reformpädagoge
- Lottin, Pierre-Victorien (1810–1903), französischer Maler und Archäologe
- Lottin, Victor (1795–1858), französischer Offizier und Forschungsreisender
- Lottini, Giovanni Francesco (1512–1572), italienischer Bischof und Politiker
- Lottje, Petra (* 1973), deutsche bildende Künstlerin
- Löttke, Ernst (* 1919), deutscher Fußballspieler
- Lottke, Oliver (* 1972), deutscher Politiker (SPD), MdL Niedersachsen
- Lottman, Evan A. (1931–2001), US-amerikanischer Filmeditor
- Lottmann, Eckart (1950–2020), deutscher Journalist und Filmemacher
- Lottmann, Fritz Gerhard (1880–1918), ostfriesischer Schriftsteller und Heimatdichter
- Lottmann, Joachim (* 1956), deutscher Schriftsteller und Journalist
- Lottner, Antonia (* 1996), deutsche Tennisspielerin
- Lottner, Carl Friedrich (1834–1873), deutscher Sprachwissenschaftler und Hochschullehrer
- Lottner, Dirk (* 1972), deutscher Fußballspieler und -trainer
- Lottner, Gabriele von (1883–1972), deutsche Pianistin und Cembalistin
- Lottner, Heinrich (1828–1866), preußischer Bergrat und erster Direktor der Bergakademie Berlin
- Lottner, Josef Johann Baptist Ludwig von (1872–1914), deutscher Offizier und Stationsleiter
- Lottner, Karl Heinrich (1825–1897), deutscher Oberbürgermeister von Koblenz
- Lottner, Kurt (1899–1957), deutscher Offizier, zuletzt Generalmajor im Zweiten Weltkrieg
- Lottner, Ludwig von (1821–1874), deutscher Gutsbesitzer und Politiker (LRP), MdR
- Lottner, Michael (1899–1945), deutscher römisch-katholischer Ruheständler und Märtyrer
- Lotto King Karl (* 1967), deutscher MusikerLotto King Karl (* 1967)

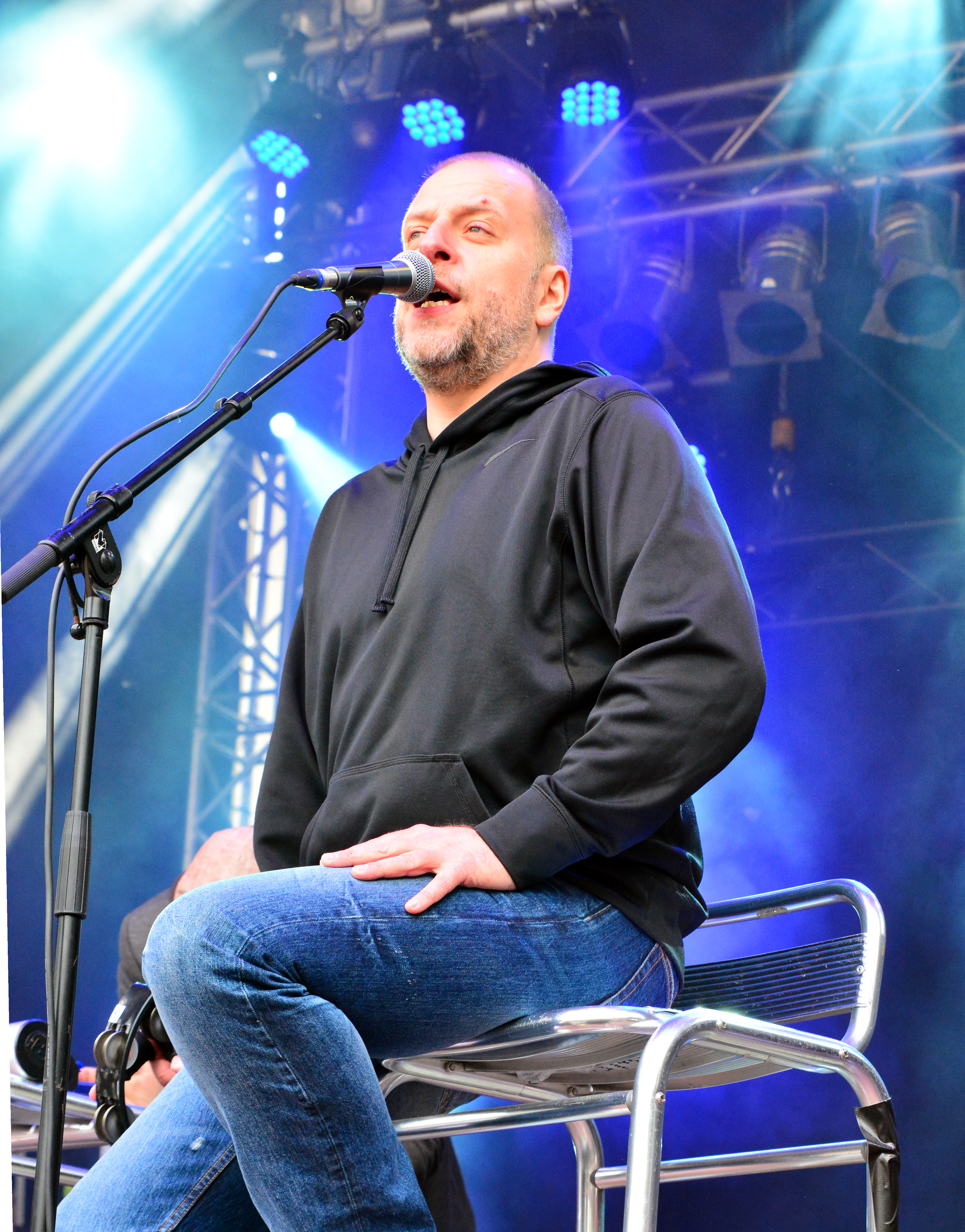
Lotto King Karl (* 1967)

- Lotto, Cläre (1893–1952), deutsche Tänzerin und Schauspielerin
- Lotto, Izydor (1840–1927), polnischer Geigenvirtuose, Komponist und Geigenlehrer
- Lotto, Lorenzo (* 1480), italienischer Maler der Hochrenaissance
- Lottspeich, Friedrich (* 1947), österreichischer Biochemiker
- Lottum, John van (* 1976), niederländischer Tennisspieler
- Lottum, Noëlle van (* 1972), französische Tennisspielerin

### Lotu
- Lotulelei, Star (* 1989), tongaisch-amerikanischer American-Football-Spieler
- Lotus, Lil (* 1994), US-amerikanischer Musiker und Rapper
- Lotužis, Tomas (* 1992), litauischer Weit- und Dreispringer

### Lotv
- Lotvonen, Kimmo (* 1976), finnischer Eishockeyspieler

### Loty
- Łotysz, Sławomir (* 1970), polnischer Technikhistoriker

### Lotz
- Lotz, Albert (1858–1926), Beamter, Verwaltungswissenschaftler und Abgeordneter (freikons.)
- Lotz, Arnold (1851–1930), österreichischer Architekt
- Lotz, Caity (* 1986), US-amerikanische Schauspielerin, Tänzerin, Sängerin und ModelCaity Lotz (* 1986)

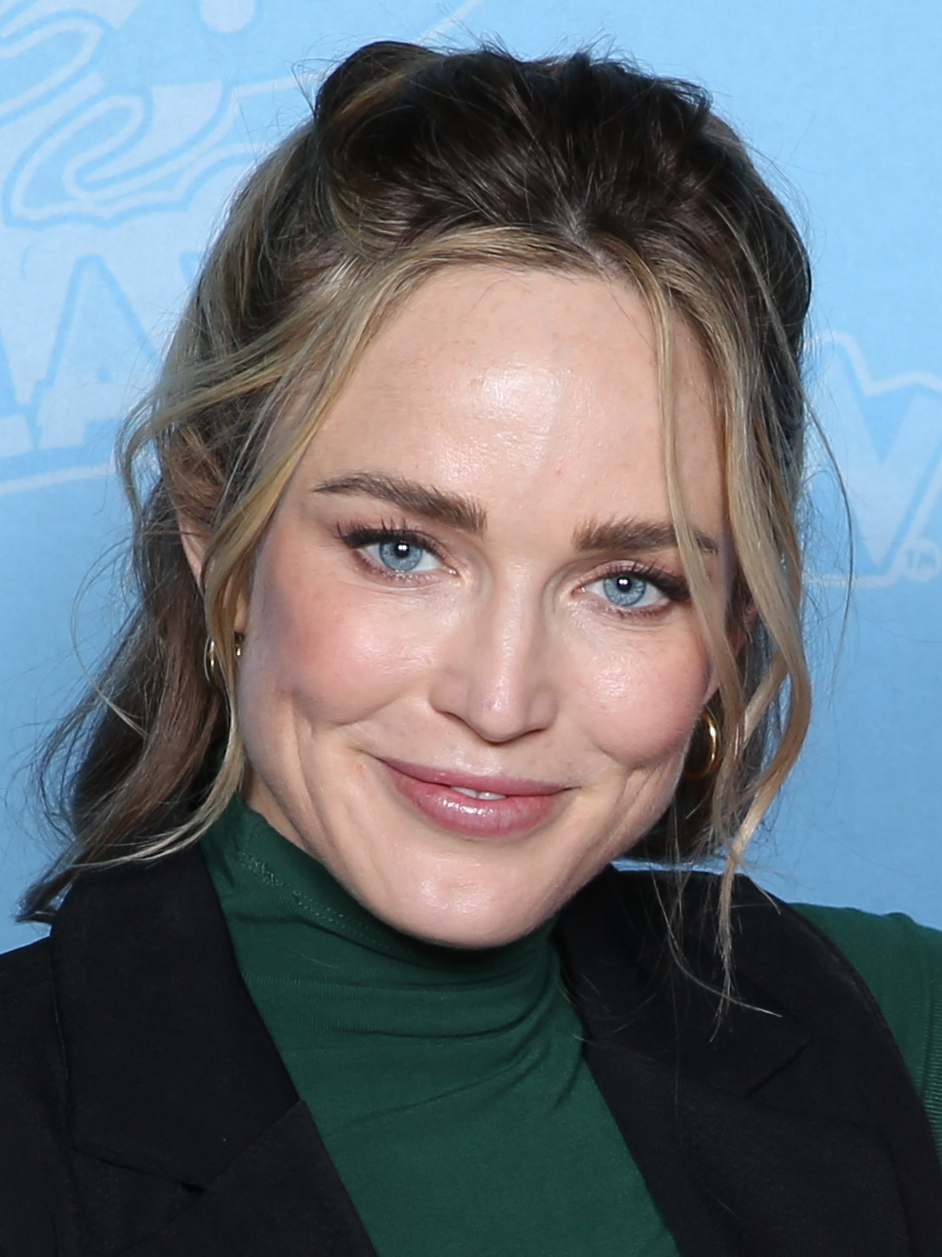
Caity Lotz (* 1986)

- Lotz, Christian (* 1970), deutsch-amerikanischer Philosoph und Hochschullehrer
- Lotz, Christian (* 1976), deutscher Historiker und Hochschullehrer
- Lotz, Denton (1939–2019), US-amerikanischer Theologe, Generalsekretär des Baptistischen Weltbundes (1988–2007)
- Lotz, Dieter (* 1954), deutscher Pädagoge
- Lotz, Eduard (1818–1890), deutscher Genre- und Landschaftsmaler der Düsseldorfer Schule
- Lotz, Erich Adolf (1896–1973), deutscher evangelischer Theologe, Studienrat, Dozent und Schriftsteller
- Lotz, Erich Walter (1895–1966), deutscher Lehrer und Kommunalpolitiker
- Lotz, Erika (* 1943), deutsche Politikerin (SPD), MdB
- Lotz, Ernst (1887–1948), deutscher Pädagoge und Politiker (CDU), MdL, rheinland-pfälzischer Landesminister
- Lotz, Ernst Wilhelm (1890–1914), deutscher Lyriker des Expressionismus
- Lotz, Franz (1822–1906), deutscher Regierungsrat, Politiker und Mitglied des Deutschen Reichstags
- Lotz, Franz (1910–1994), deutscher Sportwissenschaftler, Hochschullehrer und Sportfunktionär
- Lotz, Fritz (1842–1894), Basler Architekt und Grossrat
- Lotz, Georg (1899–1957), deutscher Politiker (VdgB), MdV
- Lotz, Gerhard (1911–1981), deutscher Kirchenjurist und Politiker (CDU der DDR), MdV
- Lotz, Hans-Georg (1934–2001), deutscher Komponist
- Lotz, Hans-Martin (1947–2021), deutsch-australischer Leichtathlet
- Lotz, Heinrich (1873–1943), deutscher Geologe
- Lotz, Heinrich (* 1882), deutscher Verwaltungsjurist und Bezirksoberamtmann
- Lotz, Heinz (1894–1937), deutscher Manager und Industrieller
- Lotz, Heinz (* 1954), deutscher Politiker (SPD), MdL
- Lotz, Helmut (1955–2020), deutscher Redakteur, Lektor und Verleger
- Lotz, Hilmar (1922–2009), deutscher Verwaltungsjurist, Oberkreisdirektor des Kreises Detmold und erster Oberkreisdirektor des Kreises Lippe
- Lotz, Hugo (1893–1978), deutscher Verwaltungsjurist (Landrat, Regierungspräsident, Oberbürgermeister)
- Lotz, Ingrid (* 1934), deutsche Leichtathletin und Olympiamedaillengewinnerin
- Lotz, Irmgard (1903–1974), deutsche Mathematikerin und Aerodynamerkerin
- Lotz, Jakob (* 1918), deutscher Fußballspieler
- Lotz, Jared (* 1990), US-amerikanischer Schauspieler
- Lötz, Johann (1778–1844), deutscher Unternehmer und Glasfabrikant
- Lotz, Johann (1820–1908), deutscher Kommunalpolitiker, Bürgermeister und Mitglied des Provinziallandtages der Provinz Hessen-Nassau
- Lotz, Johann Friedrich Eusebius (1771–1838), deutscher Jurist und Volkswirt
- Lotz, Johannes (* 1975), deutscher Maler
- Lotz, Johannes Baptist (1903–1992), deutscher Ordensgeistlicher und Philosoph
- Lotz, Jürgen (1944–2009), deutscher Historiker, Autor und Redakteur
- Lotz, Karl (1823–1875), deutscher Apotheker, Bürgermeister, Mitglied der Kammer der Abgeordneten und Spiritist
- Lotz, Karl (1891–1973), deutscher Politiker (KPD)
- Lotz, Karl Heinz (* 1946), deutscher Filmregisseur, Drehbuchautor und Filmproduzent
- Lotz, Károly (1833–1904), deutsch-ungarischer Maler
- Lotz, Klaus Werner (1930–2022), deutscher Jurist
- Lotz, Kurt (1912–2005), deutscher Offizier und Manager
- Lotz, Kurt (* 1960), deutscher Moderator
- Lotz, Lars-Gunnar (* 1982), deutscher Filmregisseur, Drehbuchautor und Filmproduzent
- Lotz, Marc (* 1973), niederländischer Radrennfahrer
- Lotz, Marie (1877–1970), Schweizer Musikerin, Pädagogin und Malerin
- Lotz, Mark Alban (* 1963), deutscher Flötist, Komponist und Improvisator
- Lotz, Martin (* 1938), deutscher Leichtathlet und Olympiateilnehmer
- Lotz, Max (1919–1992), deutscher Politiker (FDP), MdL
- Lotz, Michael (* 1967), deutscher Politiker (CDU)
- Lotz, Oskar (1940–2022), deutscher Fußballspieler
- Lotz, Rainer (* 1937), deutscher Diskograph und Jazz-Historiker, Wirtschafts- und Politikwissenschaftler
- Lotz, René (* 1938), niederländischer Radrennfahrer
- Lotz, Ronald (* 1966), deutscher Fußballspieler
- Lotz, Rouven (* 1977), deutscher Kunsthistoriker und Museumsleiter
- Lotz, Rüdiger (* 1965), deutscher Diplomat
- Lotz, Rudolf (1901–1973), deutscher Kommunalpolitiker
- Lotz, Sarah (* 1971), britisch-südafrikanische Drehbuchautorin und Schriftstellerin
- Lotz, Theophil (1842–1908), Schweizer Mediziner, Kantonsarzt und Autor
- Lotz, Walther (1865–1941), deutscher Nationalökonom
- Lotz, Werner (1938–2018), deutscher Fußballspieler
- Lotz, Wilhelm (1829–1879), deutscher Architekt und Kunsthistoriker
- Lotz, Wilhelm (1853–1928), deutscher evangelischer Theologe
- Lotz, Wolfgang (1912–1981), deutscher Kunsthistoriker
- Lotz, Wolfgang (1921–1993), deutsch-israelischer GeheimagentWolfgang Lotz (1921–1993)

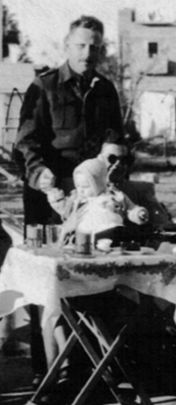
Wolfgang Lotz (1921–1993)

- Lotz, Wolfram (* 1981), deutscher Lyriker, Dramatiker, Erzähler und HörspielautorWolfram Lotz (* 1981)

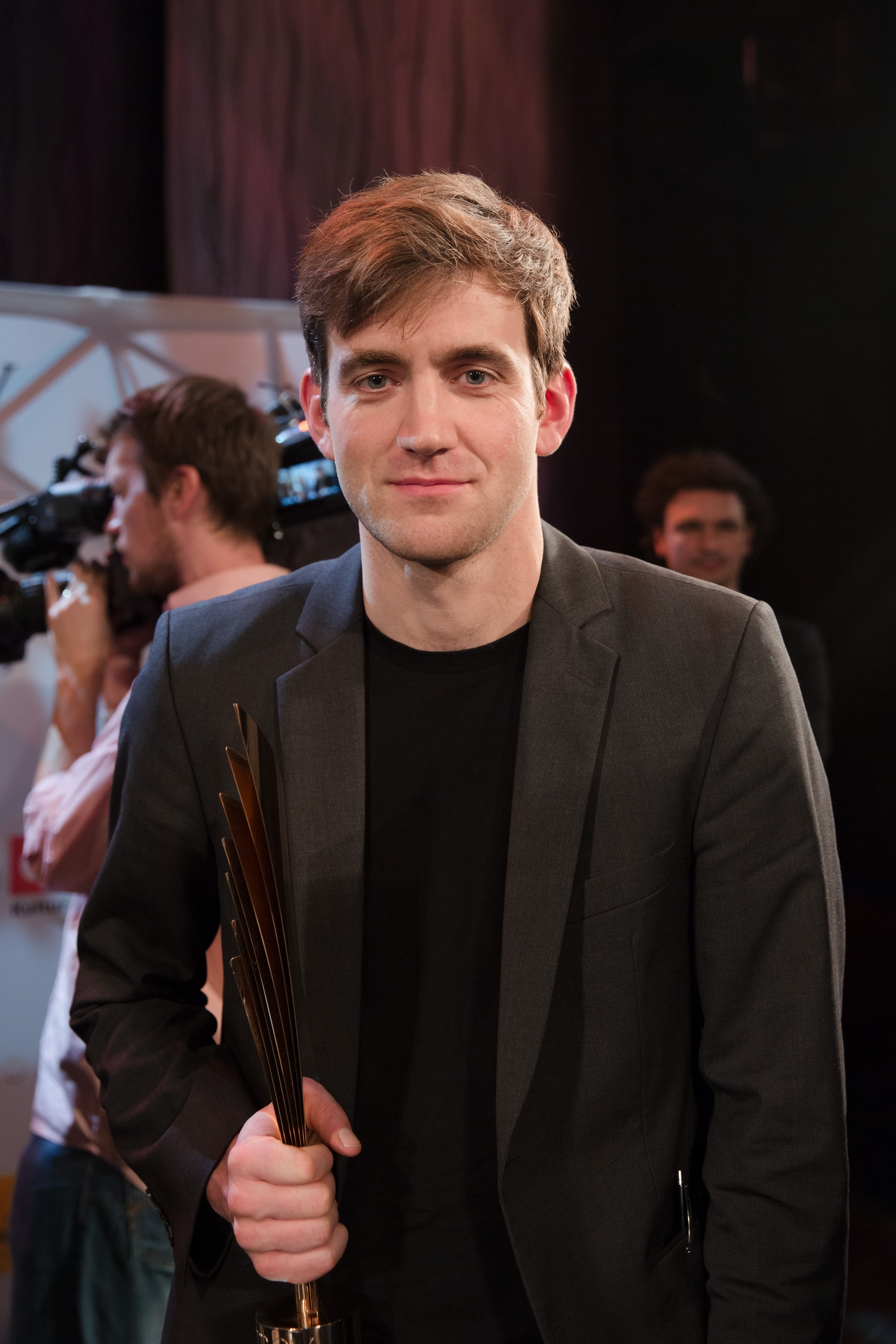
Wolfram Lotz (* 1981)

- Lotz-Bauer, Hilde (1907–1999), deutsche Fotografin und Kunsthistorikerin
- Lotz-Bruns, Esther, deutsche Rechtsanwältin und Verfassungsrichterin
- Lotz-Dupont, Ilse (1893–1968), deutsche Schauspielerin, Schriftstellerin und Drehbuchautorin
- Lotz-Heumann, Ute (* 1966), deutsch-amerikanische Historikerin
- Lotzbeck, Alfred von (1819–1874), Kunstsammler, Parlamentarier, Industrieller und Gutsherr
- Lotzbeck, Eugen von (1845–1922), deutscher Großgrundbesitzer und bayrischer Parlamentarier
- Lotzbeck, Eugen von (1882–1942), deutscher Springreiter
- Lotzbeck, Karl von (1832–1907), bayerischer Generalstabsarzt der Armee mit dem Rang als Generalleutnant
- Lotze, Adolphus (1812–1877), deutscher Ofenbauer
- Lotze, Alfred (1882–1964), deutscher Mathematiker
- Lotze, Benjamin (* 1982), deutscher Basketball- und Footballspieler
- Lotze, Carl Friedrich (* 1837), deutscher Unternehmer und Politiker (DRP), MdR
- Lotze, Detlef (1930–2018), deutscher Althistoriker
- Lotze, Franz (1903–1971), deutscher Geologe
- Lotze, Henning, Rechtswissenschaftler, römisch-katholischer Geistlicher
- Lotze, Hermann (1817–1881), deutscher Philosoph
- Lotze, Hiltrud (* 1958), deutsche Politikerin (SPD), MdB
- Lotze, Jürgen (1941–2020), deutscher Arzt, Sozialmediziner, Psychiater, Psychotherapeut, Ärztlicher Direktor des Landeskrankenhauses Lüneburg und Kommunalpolitiker
- Lotze, Karl Siegmund Richard (1870–1948), deutscher Jurist und höherer sächsischer Staatsbeamter
- Lotze, Karl-Heinz (* 1951), deutscher Physiker und Physikdidaktiker
- Lotze, Moritz Eduard (1809–1890), deutscher Fotograf, Maler und Lithograf
- Lotze, Rudi (1921–1971), deutscher Gewerkschafter und Politiker (SPD), MdB
- Lotze, Shirin (* 1973), deutsche Schauspielerin, Synchronsprecherin und Sprecherin
- Lotze, Wedego, Bürgermeister von Greifswald
- Lotze, Werner (* 1952), deutscher Terrorist der Rote Armee Fraktion
- Lotze, Wilhelm (1800–1879), deutscher Fleischer, Wirt, Gildemeister und Historiker
- Lotze, Wilhelm (1902–1983), deutscher Jurist und Politiker (CDU), MdB
- Lotze-Campen, Hermann (* 1966), deutscher Agrarwissenschaftler und Nachhaltigkeitsforscher
- Lotzen, Lena (* 1993), deutsche FußballspielerinLena Lotzen (* 1993)

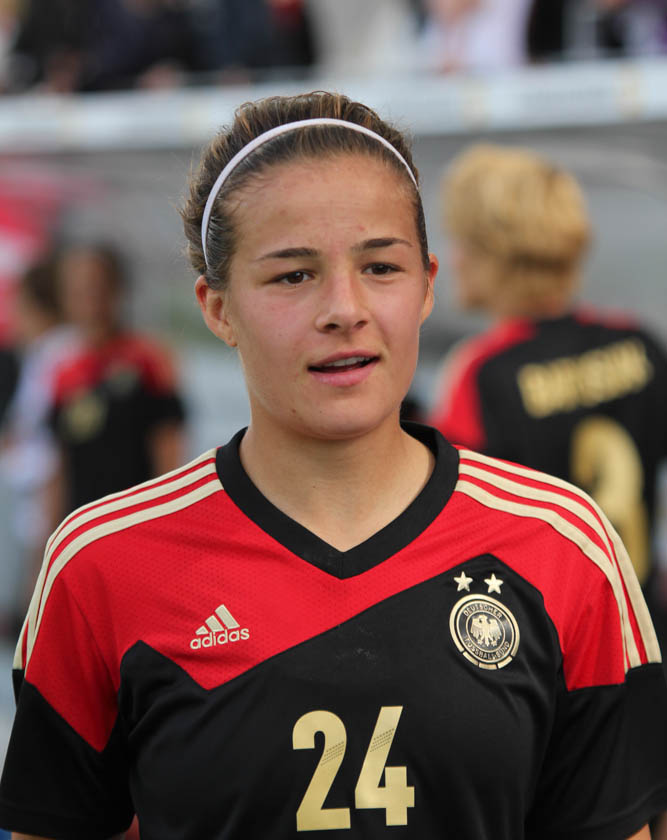
Lena Lotzen (* 1993)

- Lotzer, Sebastian, deutscher Reformator, reformatorischer und politischer Schriftsteller
- Lötzer, Ursula (* 1950), deutsche Politikerin (Die Linke), MdB
- Lötzerich, Helmut (* 1957), deutscher Trainer und Sportwissenschaftler
- Lotzkat, Petra (* 1960), deutsche politische Beamtin
- Lotzkat, Sebastian (* 1981), deutscher Herpetologe und Science-Slammer
- Lötzke, Helmut (1920–1984), deutscher Archivar, Historiker und Hochschullehrer
- Lotzmann, Barbara (* 1935), deutsche Schauspielerin und Hörspielsprecherin
- Lotzmann, Geert (* 1926), deutscher Sprecherzieher und Hochschullehrer
- Lotzmann, Ulrich (* 1956), deutscher Zahnmediziner
- Lötzsch, Gesine (* 1961), deutsche Politikerin (SED, PDS, Die Linke), MdA, MdBGesine Lötzsch (* 1961)

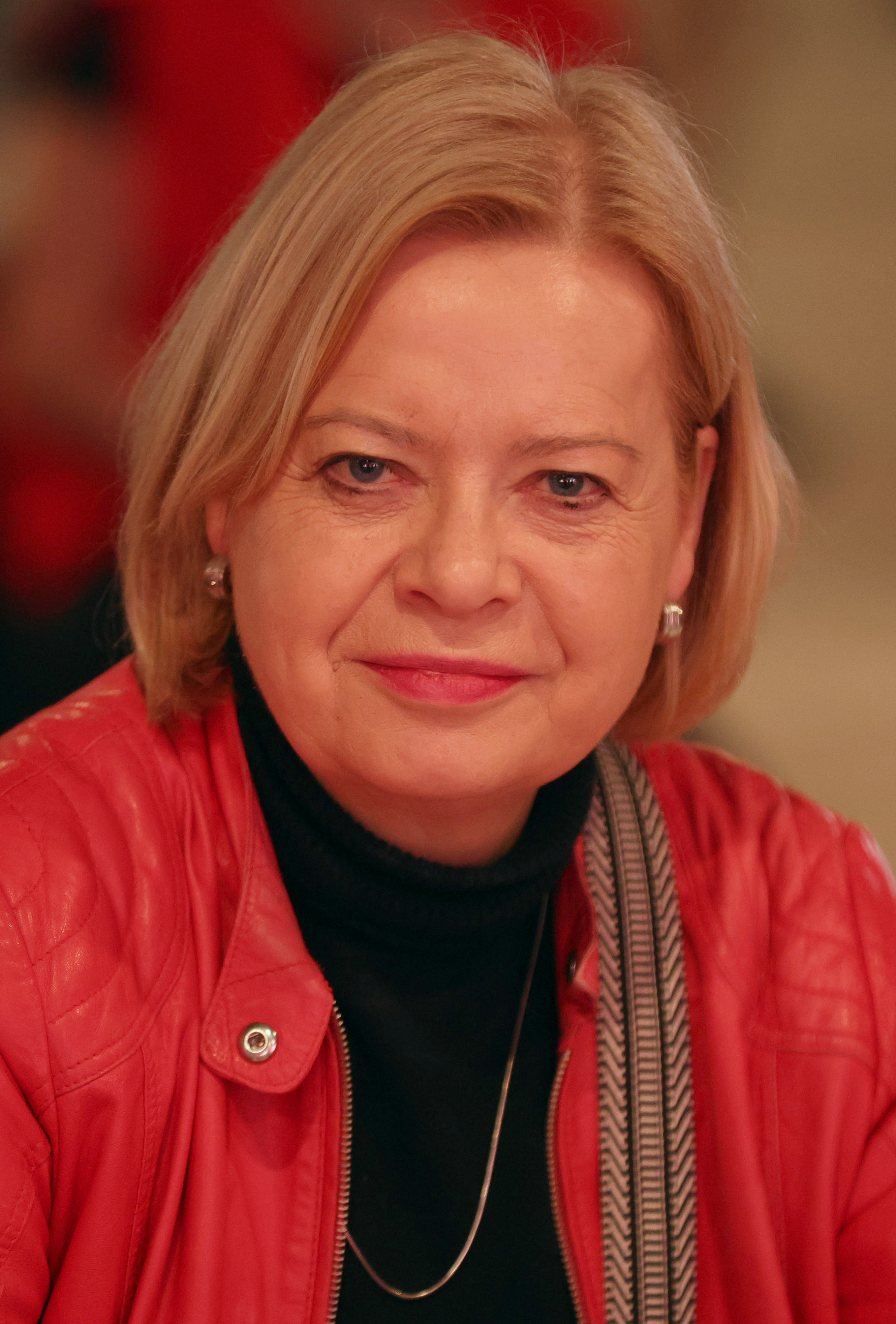
Gesine Lötzsch (* 1961)

- Lötzsch, Karl, deutscher Architekt
- Lötzsch, Karl-Heinz (1925–2017), deutscher Schriftkünstler und Grafiker
- Lötzsch, Kurt (1911–1961), deutscher Politiker (SPD), MdA
- Lötzsch, Lutz (* 1959), deutscher Radrennfahrer
- Lötzsch, Ronald (1931–2018), deutscher Sprachwissenschaftler, Stasi-IM
- Lötzsch, Wolfgang (* 1952), deutscher Radrennfahrer